# Сігов Костянтин Борисович
Костянти́н Бори́сович Сіго́в (нар. 31 травня 1962, Київ) — український філософ і громадський діяч, директор Центру Європейських гуманітарних досліджень Національного університету «Києво-Могилянська академія» та науково-видавничого об'єднання «Дух і Літера», головний редактор часопису «Дух і Літера».
Наукові інтереси — філософська антропологія, апологетичне богослов'я.

## Біографія
Народився в Києві 31 травня 1962 року. 1984 року закінчив Київський інженерно-будівельний інститут. 1986 року вступив до аспірантури Інституту філософії ім. Г. С. Сковороди НАН України. Тут Костянтин Сігов захищає кандидатську дисертацію «Гра як проблема філософської антропології» (1990р). 1986—1991 рр. працює в Інституті філософії НАН та обіймає посаду ученого секретаря Філософського товариства України. Входить до редакційної ради журналу «Філософська та соціологічна думка» (1989—1995). 1991 року їде на стажування до Колеж де Франс (Париж). 1992—1994 рр. Костянтин Сігов викладає як асоційований професор у паризькій Вищій Школі Соціальних Досліджень. З 1992 р. починає працювати в університеті «Києво-Могилянська академія» як керівник створеної ним Франко-української лабораторії, яка з 1996 року стає Центром європейських гуманітарних досліджень.
1992 року засновує науково-видавниче об'єднання «Дух і Літера», керівником якого є і сьогодні. У 1997 році бере участь в створенні журналу «Дух і Літера» і досі залишається його головним редактором. Видавничі проекти стають основою для розвитку наукових контактів та спільних досліджень із провідними європейськими науковими школами. У межах цих проектів у Київ із лекціями приїздять такі відомі науковці як Поль Рікер, Жорж Ніва, Райнгарт Козеллек, Ютта Шеррер, П'єр Аснер, Калліст Уер, Джонатан Саттон, Барбара Кассен та інші. Їхні виступи в Україні опубліковано в журналі «Дух і Літера».
К. Сігов є автором понад 50 наукових праць, присвячених питанням філософії та історії культури, філософської антропології, етики й мистецтвознавства. Дослідження надруковані в наукових виданнях Франції, Німеччини, США, Великої Британії, Італії, Швейцарії, Швеції. Має широкий досвід викладання французькою та англійською мовами в університетах Сорбонни, Оксфорду, Стенфорду, Женеви, Лувену та ін.
Читає авторський курс лекцій «Європейська культура: конфлікт інтерпретацій» на магістерській програмі в НаУКМА.
Видавець, разом із Леонідом Фінбергом, більш ніж 400 книг видавництва «Дух і Літера» НаУКМА – інтелектуальної класики ХХ ст.: текстів Ханни Арендт, Поля Рікера, Жоржа Ніва, Ярослава Пелікана, Сергія Аверінцева, Сергія Параджанова, Чеслава Мілоша,  Януша Корчака, Леонідаса Донскіса, Мірче Еліаде, Геннадія Естрайха, Бориса Херсонського, Світлани Алексієвич, Тімоті Снайдера та інші.
Член Українського ПЕН.

## Нагороди
Орден академічної відзнаки та почесне звання Chevalier dans l'Ordre des Palmes Academiques від французького міністерства вищої освіти і наукових досліджень.

## Праці
- К. Сигов. Детство в христианской традиции и современной культуре. — К., вид-во «Дух і Літера», 2012. — 576 с. ISBN 978-966-378-268-3

## Громадська позиція
У червні 2018 підтримав відкритий лист діячів культури, політиків і правозахисників із закликом до світових лідерів виступити на захист ув'язненого у Росії українського режисера Олега Сенцова й інших політв'язнів.